# Conseil de Cumberland
Le conseil de Cumberland (en anglais : Cumberland Council) est une zone d'administration locale de l'agglomération de Sydney, située dans l'État de Nouvelle-Galles du Sud en Australie, créée en 2016. Son siège est situé à Merrylands. La population s'élève à 216 079 habitants.

## Géographie
La zone s'étend sur 72 km2 dans l'ouest de l'agglomération, à environ 30 km du centre-ville de Sydney.

## Démographie
La population s'élevait à 216 079 habitants en 2016.

## Historique
Le conseil de Cumberland est créé le 12 mai 2016 par la fusion de la ville de Holroyd avec des parties de la ville de Parramatta et du conseil d'Auburn. Viv May est nommé administrateur provisoire en attendant les premières élections.

## Politique et administration

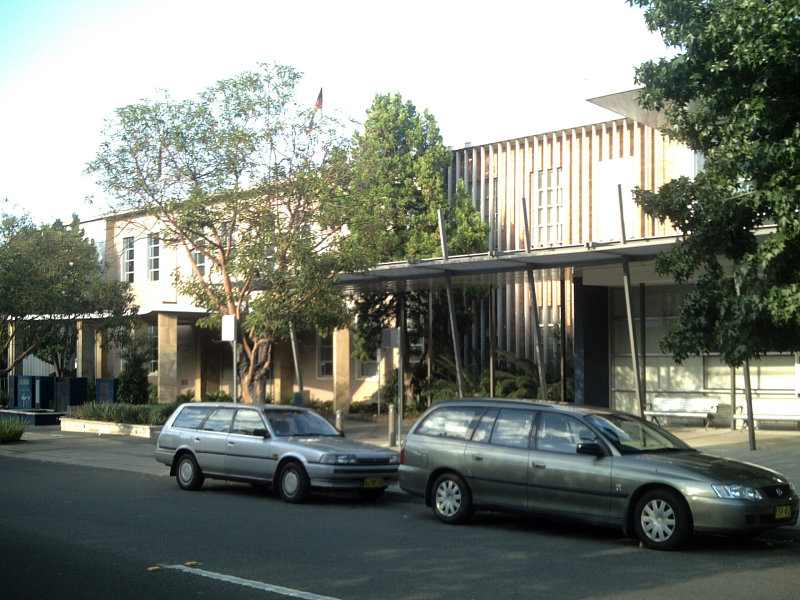
Le siège du conseil à Merrylands.

La zone comprend cinq subdivisions appelées wards. Le conseil municipal comprend quinze membres élus, à raison de trois par ward, pour quatre ans, qui à leur tour élisent le maire. Les premières élections se sont tenues le 9 septembre 2017. les dernières élections ont eu lieu le 14 septembre 2024.

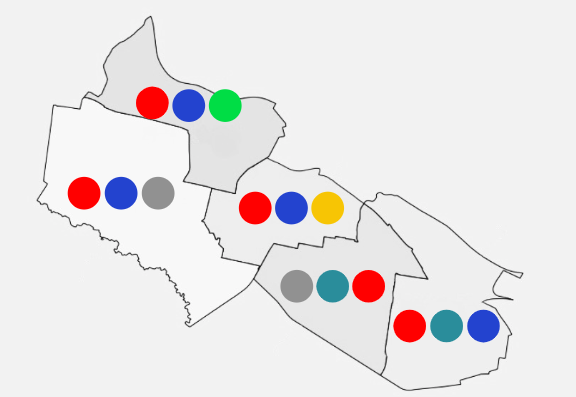
Carte des 5 quartiers avec représentation des partis

| Élections | Parti travailliste | Parti libéral | Notre communauté locale | Indépendants | Parti verts | Parti Libertaire |
| --------- | ------------------ | ------------- | ----------------------- | ------------ | ----------- | ---------------- |
| 2017      | 8                  | 5             | 2                       | -            | -           | -                |
| 2021      | 8                  | -             | 4                       | 3            | -           | -                |
| 2024      | 5                  | 4             | 2                       | 2            | 1           | 1                |

### Liste des maires
| Période           | Période           | Identité       | Étiquette    | Qualité        |
| ----------------- | ----------------- | -------------- | ------------ | -------------- |
| 12 mai 2016       | 21 septembre 2017 | Viv May        |              | Administrateur |
| 27 septembre 2017 | 25 septembre 2019 | Greg Cummings  | Travailliste |                |
| 25 septembre 2019 | janvier 2022      | Steve Christou | OLC          |                |
| 12 janvier 2022   | 16 octobre 2024   | Lisa Lake      | Travailliste |                |
| 16 octobre 2024   | "en fonction"     | Ola Hamed      | Travailliste |                |